# Gamma superior

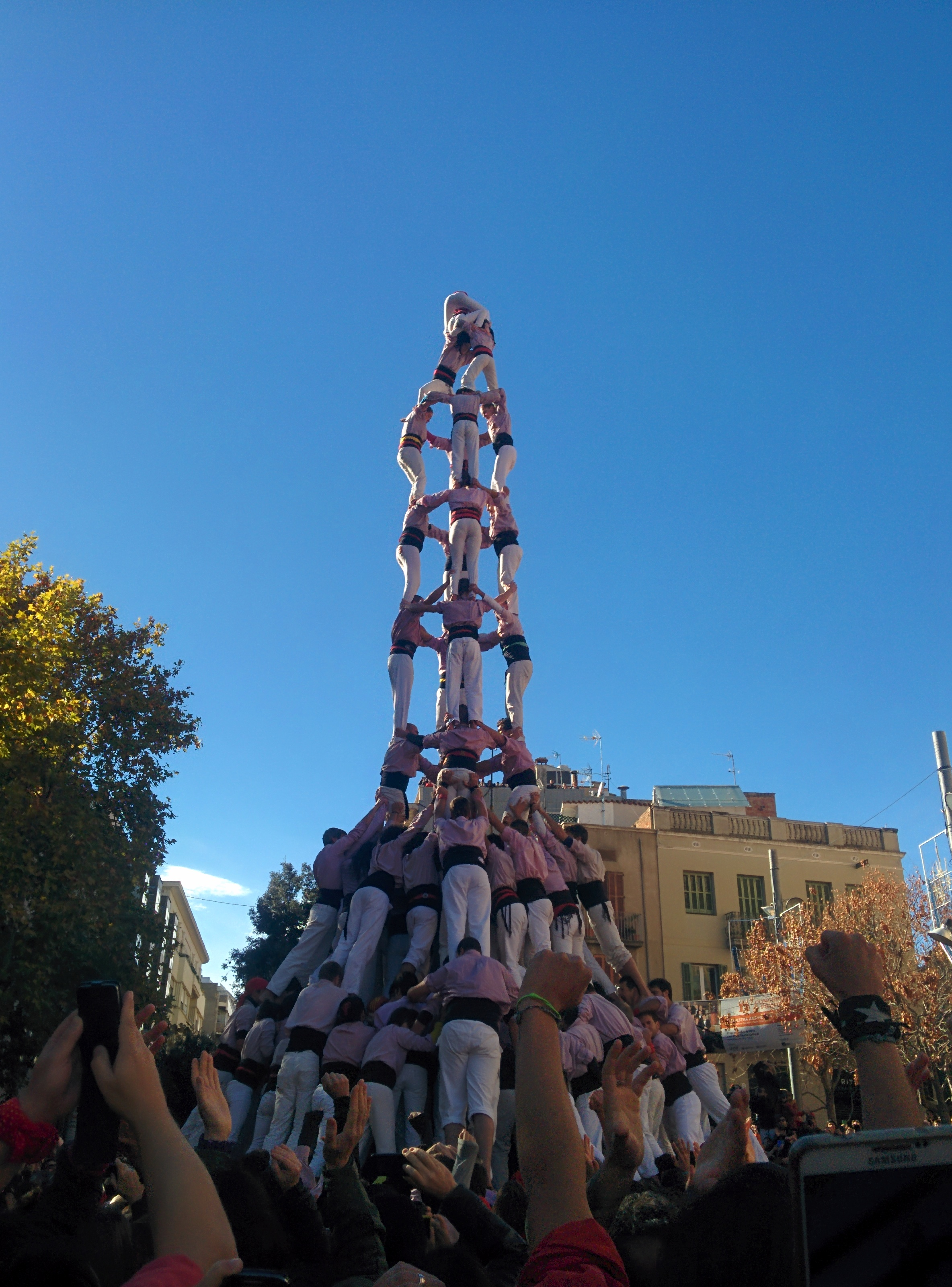
Primer 4 de 10 amb folre i manilles descarregat, pels Minyons de Terrassa l'any 2015.

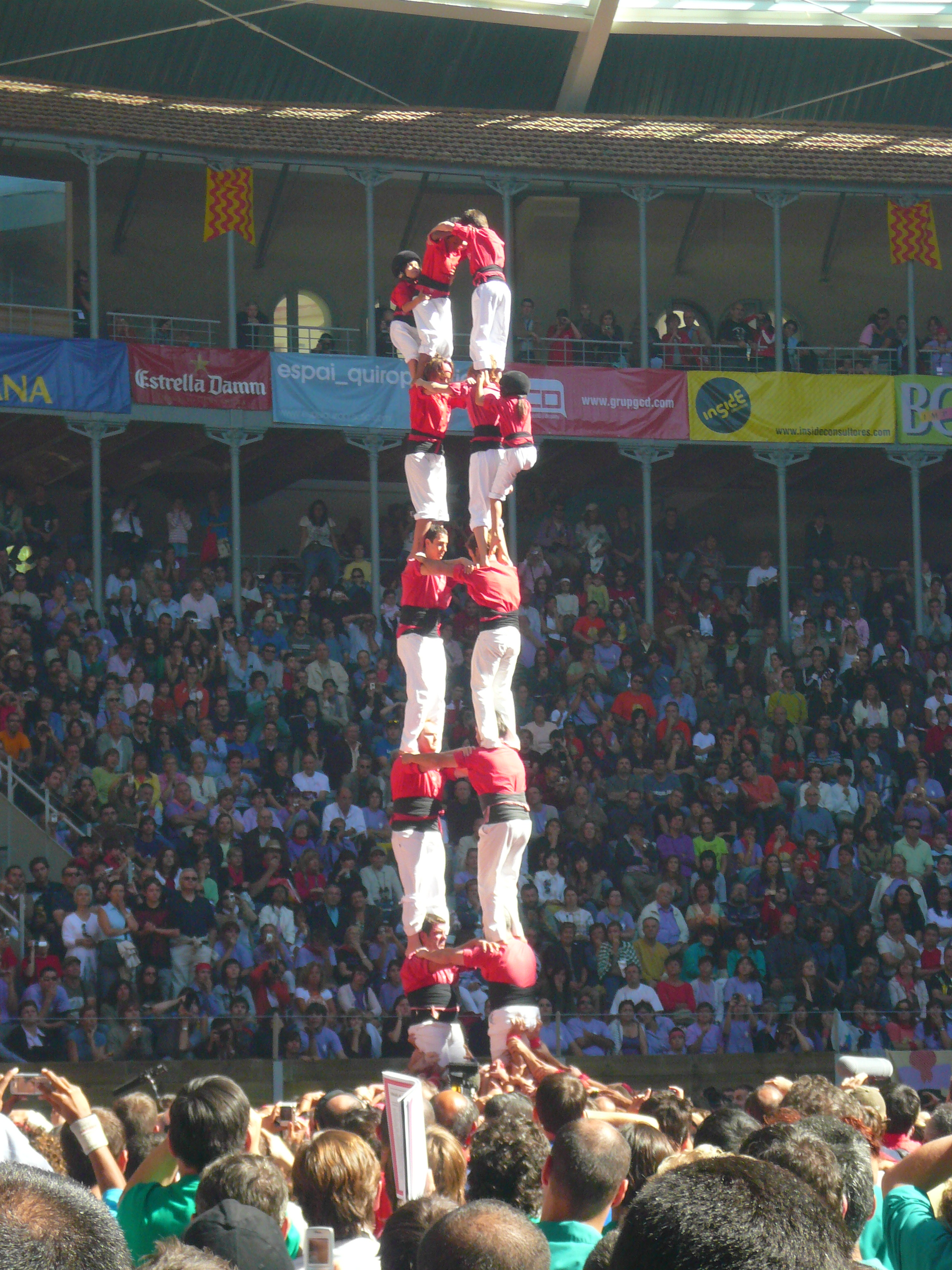
Intent de 2 de 8 sense folre, al XXII Concurs de castells, l'any 2008, per la Colla Joves Xiquets de Valls.

Dins del món casteller, la categoria de gamma superior també anomenada gamma prèmium és un terme utilitzat pels mitjans de comunicació per a definir un conjunt de castells que, dins de la categoria de Gamma Extra, tenen un grau de dificultat més alt. La dificultat d'aquests castells és superior als de la gamma alta de 9 (és a dir, els més fàcils de la gamma extra), ja que aquests disposen de més pisos o de menys bases i ajudes per dur-se a terme. Són les estructures castelleres més complicades, a conseqüència de la seva fragilitat i pes, i perquè necessiten molt d'equilibri, qualitat castellera, força i tècnica.

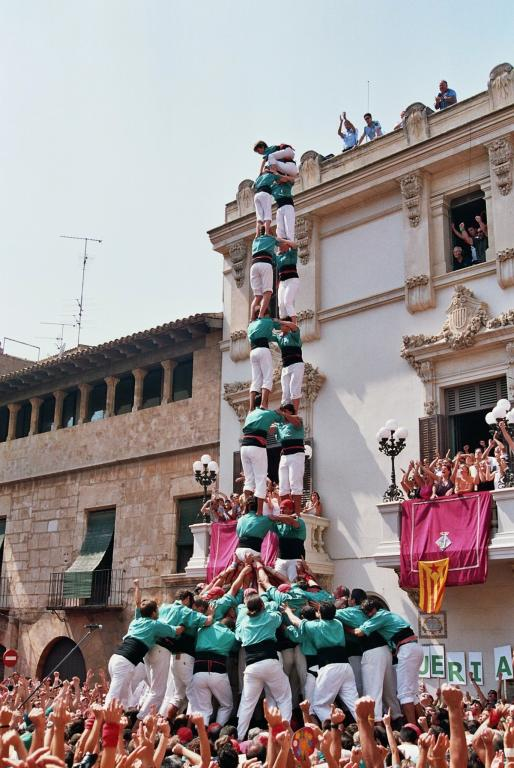
Primer 2 de 9 amb folre carregat de la història, pels Castellers de Vilafranca a la Diada de Sant Fèlix 2005.

Es tracta d'un neologisme que va aparèixer per primer cop als mitjans de comunicació quan aquest tipus d'estructures van ser descarregades i, fins i tot, més sovintejades, a partir de la dècada de 2010, en plena època de platí. Alguns d'aquests castells poden ser anomenats com els Reis de la Gamma Extra, també en àmbits periodístics, ja que formen part, com deien Xavier Brotons i Joan Beumala (2000), de les meravelles del món casteller, quan alguns d'aquests castells no s'havien ni plantejat.
Es pot considerar que, actualment, cinc colles han assolit castells de la gamma superior: els Minyons de Terrassa (1998), els Castellers de Vilafranca (1998), la Colla Joves Xiquets de Valls (1999), la Colla Vella dels Xiquets de Valls (2000) i la Colla Jove Xiquets de Tarragona (2014). Una sisena colla, els Castellers de Barcelona, van dur a terme un intent de gamma superior l'any 2014.

## Castells de Gamma Superior
Són considerats els castells de la gamma extra que també són anomenats castells de 10 o castells sense folre, i els superiors en dificultat a aquests. A continuació hi ha la llista de castells de la gamma superior assolits o intentats previstos a la Taula de Puntuacions del XXIX Concurs de castells de Tarragona i ordenats seguint aquest ordre de dificultat:
- 4 de 9 sense folre.
- 2 de 8 sense folre.
- 3 de 10 amb folre i manilles.
- 4 de 10 amb folre i manilles.
- 9 de 9 amb folre (només carregat).
- 2 de 9 sense manilles (només carregat).
- Pilar de 9 amb folre, manilles i puntals (només carregat).
- 3 de 9 sense folre (només carregat).

Però, a conseqüència del ràpid creixement del món casteller, i seguint les diverses Taules de Puntuacions dels Concursos de castells de Tarragona, tot seguit hi ha els castells que han estat previstos oficialment en algun organisme públic o pels mitjans de comunicació. Aquestes estructures, però, no han estat intentades en cap ocasió, per bé que assajades per algunes colles.
- 2 de 10 amb folre, manilles i puntals.
- 4 de 10 sense manilles.
- 3 de 10 sense manilles.
- Pilar de 7 sense folre.
- 5 de 9 sense folre.

## Categoria de 10
L'assemblea de la Coordinadora de Colles Castelleres de Catalunya (CCCC) que es va celebrar a Mollet del Vallès el dia 18 de març de 2017 va aprovar, per una àmplia majoria de les colles assistents amb dret a vot, la modificació dels estatuts de la Coordinadora i la consegüent creació de la Categoria de 10, de la qual serien considerades les colles amb dos castells o més de la gamma superior (per tant, també inclosos els castells sense folre) descarregats al llarg de l'últim trienni hàbil.
Cal puntualitzar que ser de la categoria de 9 (amb castells de 9 bàsics i de gamma extra baixa) o de la de 10 comporta diferències en la participació de les colles a les votacions de la Coordinadora, així com un augment dels comptes fiscals que s'aporten a la CCCC en concepte de pòlissa d'assegurances.
Per tant, en aquest moment i seguint les consideracions del nou text aprovat dels estatuts de la CCCC, són considerades de la Categoria de 10 els Castellers de Vilafranca, per tenir 13 castells de la gamma superior descarregats des de 2015; la Colla Vella, també per tenir-ne 11; i els Minyons de Terrassa, per tenir-ne 8. En aquest marc, la Joves de Valls també forma part d'aquesta categoria, ja que el 2017 va descarregar en dues ocasions el 2 de 8 sense folre. Pel que fa a la Jove de Tarragona, seria considerada d'aquesta categoria amb un castell descarregat de la gamma superior més l'any 2018, tenint en compte que l'únic castell de 10 descarregat és de l'any 2016.

## Estadística

### Gamma superior
| Resultat              |
| --------------------- |
| Descarregat (D)       |
| Carregat (C)          |
| Intent (I)            |
| Intent desmuntat (ID) |

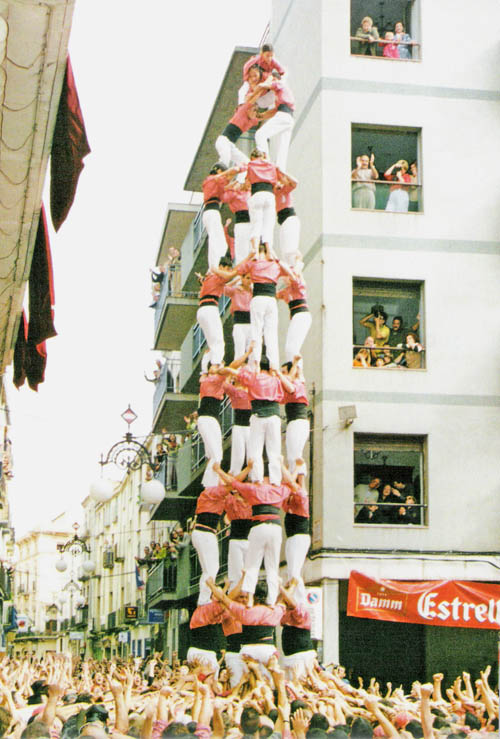
Primer 4 de 9 sense folre de la Colla Vella dels Xiquets de Valls, carregat per Santa Úrsula de 2001.

Actualitzat a 31 de desembre de 2024
La següent taula mostra la quantitat de vegades que s'ha intentat cada castell de la gamma superior, les vegades que s'han assolit (carregat o descarregat) o que ha quedat en intent o intent desmuntat. Els castells apareixen ordenats de menor a major dificultat, segons l'última Taula de Puntuacions. Les dades estan extretes de la BDCJ.
| Castell                                  | Resultats globals | Resultats globals | Resultats globals | Resultats globals | Total | Resultats parcials | Resultats parcials | Resultats parcials | Resultats parcials |
| Castell                                  | D                 | C                 | I                 | ID                | Total | Assolit (D+C)      | % assolit          | No assolit (I+ID)  | Caigudes (C+I)     |
| ---------------------------------------- | ----------------- | ----------------- | ----------------- | ----------------- | ----- | ------------------ | ------------------ | ------------------ | ------------------ |
| 4 de 9 sense folre                       | 37                | 31                | 27                | 24                | 119   | 68                 | 57,1%              | 51                 | 58                 |
| 2 de 8 sense folre                       | 32                | 41                | 35                | 7                 | 115   | 73                 | 63,5%              | 42                 | 76                 |
| 3 de 10 amb folre i manilles             | 37                | 42                | 47                | 18                | 144   | 79                 | 54,9%              | 65                 | 89                 |
| 4 de 10 amb folre i manilles             | 6                 | 7                 | 11                | 2                 | 26    | 13                 | 50,0%              | 13                 | 18                 |
| 9 de 9 amb folre                         | 0                 | 2                 | 0                 | 2                 | 4     | 2                  | 50,0%              | 2                  | 2                  |
| 2 de 9 amb folre                         | 0                 | 3                 | 5                 | 0                 | 8     | 3                  | 37,5%              | 5                  | 8                  |
| Pilar de 9 amb folre, manilles i puntals | 0                 | 1                 | 1                 | 1                 | 3     | 1                  | 33,3%              | 2                  | 2                  |
| 3 de 9 sense folre                       | 0                 | 2                 | 11                | 4                 | 17    | 2                  | 11,8%              | 15                 | 13                 |
| Total                                    | 112               | 129               | 137               | 58                | 436   | 241                | 56,3%              | 195                | 266                |

Font: Base de Dades de la Coordinadora de Colles Castelleres de Catalunya – Colla Jove Xiquets de Tarragona

### Colles
Les colles que han intentat, com a mínim un cop, un o més castells de la gamma superior, són les següents (a la taula també s'indica l'any del primer intent, carregat i descarregat de cada colla):
|                                                   |             | MT   | CV   | CJXV | CVXV | CJXT | CB   |
| ------------------------------------------------- | ----------- | ---- | ---- | ---- | ---- | ---- | ---- |
| 3 de 10 amb folre i manilles (3d10fm)             | Intent      | 1998 | 1998 | 2015 |      |      |      |
| 3 de 10 amb folre i manilles (3d10fm)             | Carregat    |      | 1998 | 2024 | 2000 | 2014 |      |
| 3 de 10 amb folre i manilles (3d10fm)             | Descarregat | 1998 | 2013 |      | 2016 | 2016 |      |
| 4 de 10 amb folre i manilles (4d10fm)             | Intent      | 2014 | 2013 |      |      |      |      |
| 4 de 10 amb folre i manilles (4d10fm)             | Carregat    |      | 2016 |      | 2016 |      |      |
| 4 de 10 amb folre i manilles (4d10fm)             | Descarregat | 2015 | 2016 |      | 2016 |      |      |
| 4 de 9 sense folre (4d9sf)                        | Intent      | 1994 | 2000 | 1983 | 1998 | 1998 | 2014 |
| 4 de 9 sense folre (4d9sf)                        | Carregat    |      | 2002 | 1999 | 2001 | 2017 |      |
| 4 de 9 sense folre (4d9sf)                        | Descarregat | 1998 | 2012 | 2000 | 2015 |      |      |
| 2 de 8 sense folre (2d8sf)                        | Intent      | 2015 | 1999 | 1987 | 2000 |      |      |
| 2 de 8 sense folre (2d8sf)                        | Carregat    |      | 1999 | 2004 | 2000 |      |      |
| 2 de 8 sense folre (2d8sf)                        | Descarregat |      | 2010 | 2017 | 2018 |      |      |
| 9 de 9 amb folre (9d9f)                           | Carregat    |      | 2023 |      |      |      |      |
| 2 de 9 sense manilles (2d9sm)                     | Intent      |      | 2004 |      | 2002 |      |      |
| 2 de 9 sense manilles (2d9sm)                     | Carregat    |      | 2005 |      |      |      |      |
| Pilar de 9 amb folre, manilles i puntals (Pd9fmp) | Intent      |      | 2002 |      |      |      |      |
| Pilar de 9 amb folre, manilles i puntals (Pd9fmp) | Carregat    |      | 2022 |      |      |      |      |
| 3 de 9 sense folre (3d9sf)                        | Intent      |      | 2005 | 2000 | 2004 |      |      |
| 3 de 9 sense folre (3d9sf)                        | Carregat    |      |      | 2019 | 2019 |      |      |

Font: Base de Dades de la Coordinadora de Colles Castelleres de Catalunya – Colla Jove Xiquets de Tarragona

### Diades
Les colles tenen, com a objectius més desitjats de cada temporada, assolir les millors diades i estructures, i si pot ser, descarregar-les. Descarregar quatre castells de gamma extra en una sola diada és una gesta només a l'abast de molt poques colles, un fet anomenat Pòquer de Gamma Extra. Però assolir tres castells o més de la gamma superior en una sola diada és encara més estrany de veure. La Colla Vella va ser la primera en assolir-ho, l'any 2015, i de moment, l'única capaç de descarregar tres castells de la gamma superior en una mateixa diada. Per la seva banda, els Castellers de Vilafranca és l'única colla que ha assolit quatre castells de la màxima dificultat en un sol dia, l'any 2016.
Aquí hi ha un recull de les sis ocasions en què s'ha aconseguit, per ordre cronològic: 
| Núm. | Colla                             | Data                   | Diada           | Lloc                           | Actuació                                 | Ronda pilars |
| ---- | --------------------------------- | ---------------------- | --------------- | ------------------------------ | ---------------------------------------- | ------------ |
| 1    | Colla Vella dels Xiquets de Valls | 25 d'octubre de 2015   | Santa Úrsula    | Plaça del Blat de Valls        | 4d9sf, 3d10fm (c), 2d8sf (i), 2d8sf(c)   | Pd7f         |
| 2    | Castellers de Vilafranca          | 2 d'octubre de 2016    | XXVI Concurs    | Tarraco Arena Plaça, Tarragona | 3d10fm, 2d8sf(c), 4d10fm, 2d8sf(c)       | Cap          |
| 3    | Colla Vella dels Xiquets de Valls | 23 d'octubre de 2016   | Santa Úrsula    | Plaça del Blat, Valls          | 3d10fm, 4d10fm, 4d9sf                    | Cap          |
| 4    | Castellers de Vilafranca          | 17 de setembre de 2017 | Primer Diumenge | Plaça de la Font, Tarragona    | 3d10fm(c), 2d8sf(c), 4d9sf(id), 4d9sf(c) | Pd6          |
| 5    | Colla Vella dels Xiquets de Valls | 22 d'octubre de 2017   | Santa Úrsula    | Plaça del Blat de Valls        | 2d8sf(c), 4d10fm(c), 4d9sf               | Pd8fm        |
| 6    | Colla Vella dels Xiquets de Valls | 27 d'octubre de 2019   | Santa Úrsula    | Plaça del Blat de Valls        | 4d9sf, 3d9sf(c), 2d8sf                   | Pd8fm        |